# Lucio Costa
Lúcio Marçal Ferreira Ribeiro Lima Costa (ur. 27 lutego 1902 w Toulonie, zm. 13 czerwca 1998 w Rio de Janeiro) – brazylijski architekt i urbanista modernistyczny. Jeden z twórców nowoczesnej architektury w Ameryce Południowej.

## Życiorys
Po ukończeniu szkoły w Anglii i Montreux w 1916 studiował do 1924 architekturę na Akademii Sztuk Pięknych (Escola Nacional de Belas Artes) w Rio de Janeiro. W 1930 założył wspólne biuro z rosyjskim architektem Grigorijem Warszawszczykiem i został dziekanem Akademii. Stworzył i zaprojektował: Gmach Ministerstwa Oświaty i Zdrowia w Rio de Janeiro (1937–1943), pawilon brazylijski na wystawie w Nowym Jorku (1939, wraz z Oscarem Niemeyerem), bloki mieszkalne w Parku imienia E. Guinle w Rio de Janeiro, liczne wille (1948–1954), współpraca przy budowie gmachu UNESCO w Paryżu (1954–1958).
Lucio Costa jest najbardziej znany jako autor planu miasta Brasilia, na który wygrał konkurs w 1957. Wraz z Niemeyerem opracował plan rozwoju miasta Brasilia.
Twórczość Costy odznacza się harmonijnym łączeniem cech typowych dla dawnej architektury brazylijskiej z nowoczesnością.